# Miné de Klerk
Miné de Klerk (Welkom, 30 marzo 2003) è una pesista e discobola sudafricana.

## Progressione

### Getto del peso
| Stagione | Misura     | Luogo         | Data      | Rank. Mond. |
| -------- | ---------- | ------------- | --------- | ----------- |
| 2024     | 17,79 m(i) | Lincoln       | 3-2-2024  |             |
| 2023     | 17,02 m(i) | Seattle       | 25-2-2023 |             |
| 2022     | 17,19 m    | Eugene        | 2-4-2022  |             |
| 2021     | 17,55 m    | Potchefstroom | 16-2-2021 |             |

### Lancio del disco
| Stagione | Misura  | Luogo        | Data      | Rank. Mond. |
| -------- | ------- | ------------ | --------- | ----------- |
| 2024     | 55,17 m | Gainesville  | 29-3-2024 |             |
| 2023     | 54,46 m | Walnut       | 14-5-2023 |             |
| 2022     | 54,22 m | San Diego    | 26-3-2022 |             |
| 2021     | 53,50 m | Nairobi      | 20-8-2021 |             |
| 2020     | 43,17 m | Bloemfontein | 28-2-2020 |             |
| 2019     | 41,80 m | Paarl        | 29-3-2019 |             |
| 2018     | 42,27 m | Bloemfontein | 9-2-2018  |             |

## Palmarès
| Anno | Manifestazione          | Sede    | Evento           | Risultato | Prestazione | Note  |
| ---- | ----------------------- | ------- | ---------------- | --------- | ----------- | ----- |
| 2019 | Campionati africani U18 | Abidjan | Getto del peso   | Argento   | 16,90 m     |       |
| 2019 | Campionati africani U18 | Abidjan | Lancio del disco | 4ª        | 40,62 m     |       |
| 2021 | Mondiali U20            | Nairobi | Getto del peso   | Oro       | 17,40 m     | [ 1 ] |
| 2021 | Mondiali U20            | Nairobi | Lancio del disco | Argento   | 53,50 m     | [ 2 ] |
| 2022 | Mondiali U20            | Cali    | Getto del peso   | Oro       | 17,17 m     | [ 3 ] |
| 2022 | Mondiali U20            | Cali    | Lancio disco     | Bronzo    | 53,54 m     | [ 4 ] |
| 2024 | Campionati africani     | Douala  | Getto del peso   | Argento   | 17,09 m     |       |
| 2024 | Giochi olimpici         | Parigi  | Getto del peso   | 31ª (q)   | 15,63 m     |       |

## Campionati nazionali
- 1 volta campionessa nazionale sudafricana del getto del peso (2021)
- 1 volta campionessa nazionale sudafricana del lancio del disco piani (2021)

2021
- Oro ai campionati sudafricani (Pretoria), getto del peso - 16,42 m
- Oro ai campionati sudafricani (Pretoria), lancio del disco - 52,09 m

2024
- Argento ai campionati sudafricani (Pietermaritzburg), getto del peso - 17,14 m
- Argento ai campionati sudafricani (Pietermaritzburg), lancio del disco - 52,55 m